# 小袋鼠
小袋鼠是一种小型或中型长足哺乳类袋鼠科动物，生活於澳大利亚和新几内亚。小袋鼠这个词是一个非正式的称呼，通常用于指跟袋鼠是同科，有時是同屬，但是其身材小于袋鼠或岩大袋鼠的长足类动物。
小袋鼠有11個品种，它们的身长约有45厘米到105厘米，尾巴大约有33厘米到75厘米长。有6個品種屬於岩袋鼠屬（g. Petrogale），生活在靠近水边的岩石地带，其中有2种已经濒临灭绝，它們体型较小，與兔子有相似生活习性和动作。另外有3种灌木小袋鼠，通常被称为「小型沙袋鼠」（例如，丛林小袋鼠）生活于新几内亚的俾斯麦群岛（位于西太平洋巴布亚新几内亚北部的群岛）和澳洲塔斯马尼亚。體態特徵為小而壮实，后肢短和有尖鼻头。人类常猎杀它们來取得他们的肉和毛皮。
与它们相似的物种是短尾灌木丛小袋鼠或者是短尾矮袋鼠，例如短尾灰沙袋鼠。这种小袋鼠被保育於西澳的两个海岛上。有3种丛林小袋鼠是原生于新几内亚的岛屿上（例如小林袋鼠）。矮袋鼠是袋鼠科家族中已知最小的一种，身长约46厘米，仅重1.6公斤。

## 词源和术语
英語中的“wallaby”这个詞起源于塔鲁尔语的“walabi” 或者“waliba”， 年轻的小袋鼠也被称为“乔伊”（幼兽）和其它有袋类动物一样。成年雄性袋鼠被称为“巴克斯”或是“布默”和“杰克斯”。成年雌性袋鼠被称为“多伊”、“菲莱尔”或是“吉儿”。小袋鼠族群被称为“考特”“暴徒特鲁”。丛林袋鼠被称为“小型沙袋鼠”（属丛林袋鼠科）、“兔袋鼠”（属兔袋鼠科）。

## 总体描述
虽然大多数的袋鼠家族成员体型都很小，但一些可以长到约两米长（从头到脚）。它们强有力的后腿不仅用于高速奔跑和跳高，而且可以用于抵御潜在的捕食者。尤其袋鼠会在脚踝处储藏弹力，没有储藏力的话，动物的新陈代谢率会增加30%到50%。同时，弹簧般的肌腱和肌肉力量会给正常活动提供能量。小袋鼠也有强壮的尾巴，主要用来支持平衡。

## 域外連結
- Roophilia – photographs of kangaroos and wallabies （页面存档备份，存于）
- View the wallaby genome （页面存档备份，存于） in Ensembl